# Élections législatives grecques de 1905

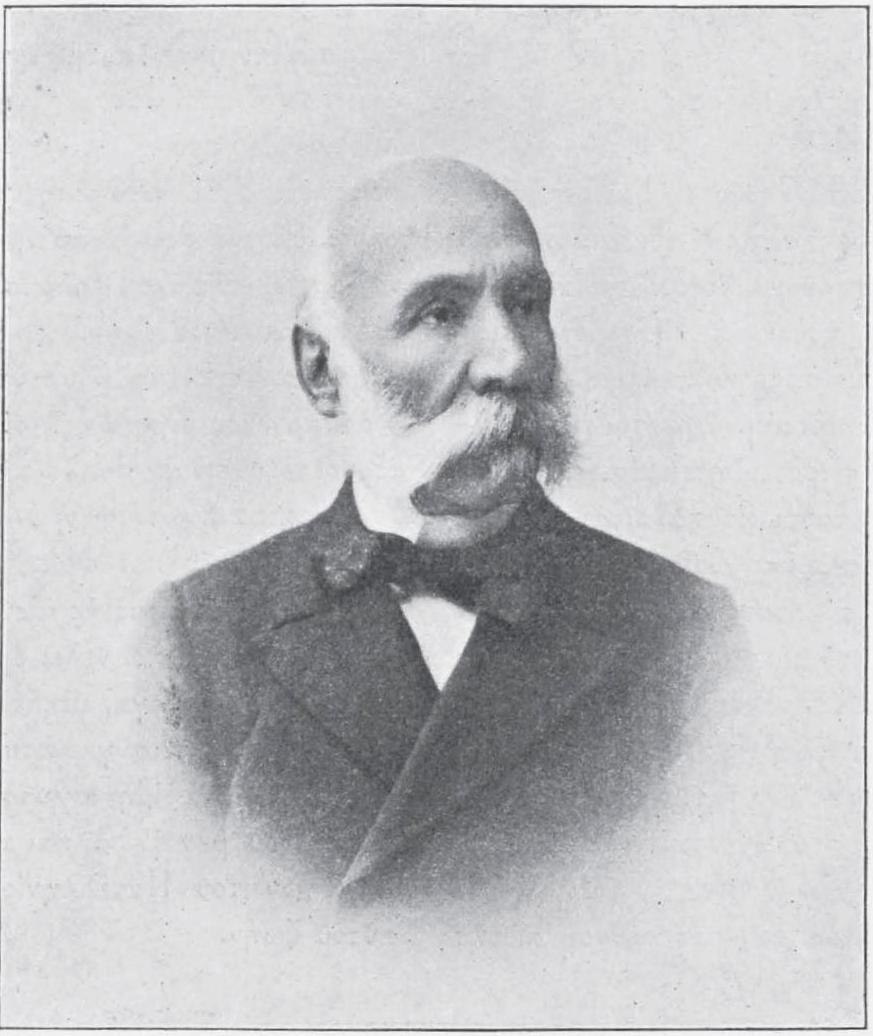
Homme politique du gouvernement grec, 1896

Les élections législatives grecques du 20 février 1905 élurent les membres du parlement grec. Les partisans de Theódoros Deligiánnis arrivèrent en tête. Leur leader resta Premier ministre.

## Fonctionnement du scrutin
Conformément à la constitution de 1864, les élections se déroulèrent au suffrage masculin direct et secret. Depuis 1877, hormis quelques exceptions, tous les hommes de plus de 21 ans étaient électeurs. Les députés étaient répartis en proportion de la population de la province : un député pour 10 000 habitants ; avec un minimum de 150 députés. Une loi de 1862 stipulait de plus que les Grecs « hétérochtones » (vivant hors des frontières du pays, à l'inverse des « autochtones » vivant à l'intérieur) étaient aussi électeurs.
Les députés étaient élus à la majorité absolue, au niveau provincial. Chaque électeur disposait d'autant de votes qu'il y avait de candidats. Les électeurs, la plupart analphabètes, ne votaient pas avec des bulletins, mais avec des boules de plomb. Il y avait autant d'urnes qu'il y avait de candidats. L'électeur glissait la main dans l'urne et plaçait sa boule soit à droite (partie blanche, inscrite « oui »), soit à gauche (partie noire, inscrite « non »). Les urnes étaient en acier recouvert de laine pour éviter qu'un bruit quelconque informe de la façon dont l'électeur avait voté. Le député qui avait obtenu la majorité (en principe), mais proportionnellement le plus de voix (dans la réalité) était élu.

## Résultats
Les partis étaient alors plutôt identifiés par le nom de leur chef de file. 
Il y avait 235 sièges à pourvoir. Les partisans de Theódoros Deligiánnis arrivèrent en tête avec 144 sièges (61,3 % de l'assemblée), devant les partisans de Geórgios Theotókis (53 sièges, 22,6 % du parlement), et ceux d'Aléxandros Zaïmis (18 sièges, 7,6 % du parlement). Theódoros Deligiánnis resta Premier ministre.
| Partisans de Theódoros Deligiánnis                          | 144 |
| Partisans de Geórgios Theotókis ou Nouveau Parti            | 53  |
| Partisans d'Aléxandros Zaïmis                               | 18  |
| Indépendants                                                | 20  |
| Total                                                       | 235 |
| Source : Pantelis, Koutsoubinas, Gerapetritis, 2010, p. 855 |     |